# Mecaphesa nigrofrenata
Mecaphesa nigrofrenata là một loài nhện trong họ Thomisidae.
Loài này thuộc chi Mecaphesa. Mecaphesa nigrofrenata được Eugène Simon miêu tả năm 1900.